# Alexander (Maine)
Alexander – miasto w Stanach Zjednoczonych, w stanie Maine, w hrabstwie Washington.